# 10861 Сіске
10861 Сіске (10861 Ciske) — астероїд головного поясу, відкритий 22 червня 1995 року.
Тіссеранів параметр щодо Юпітера — 3,280.